# Table des caractères Unicode/U1F680
Cette page contient des caractères spéciaux ou non latins. S’ils s’affichent mal (▯, ?, etc.), consultez la page d’aide Unicode.
Table des caractères Unicode U+1F680 à U+1F6FF.

## Symboles cartographiques ou liés au transport(Unicode 6.0 à 14.0)

### Table des caractères
| en fr   | 0  | 1  | 2  | 3  | 4  | 5  | 6  | 7  | 8  | 9  | A  | B  | C  | D  | E  | F  |
| U+1F680 | 🚀 | 🚁 | 🚂 | 🚃 | 🚄 | 🚅 | 🚆 | 🚇 | 🚈 | 🚉 | 🚊 | 🚋 | 🚌 | 🚍 | 🚎 | 🚏 |
| U+1F690 | 🚐 | 🚑 | 🚒 | 🚓 | 🚔 | 🚕 | 🚖 | 🚗 | 🚘 | 🚙 | 🚚 | 🚛 | 🚜 | 🚝 | 🚞 | 🚟 |
| U+1F6A0 | 🚠 | 🚡 | 🚢 | 🚣 | 🚤 | 🚥 | 🚦 | 🚧 | 🚨 | 🚩 | 🚪 | 🚫 | 🚬 | 🚭 | 🚮 | 🚯 |
| U+1F6B0 | 🚰 | 🚱 | 🚲 | 🚳 | 🚴 | 🚵 | 🚶 | 🚷 | 🚸 | 🚹 | 🚺 | 🚻 | 🚼 | 🚽 | 🚾 | 🚿 |
| U+1F6C0 | 🛀 | 🛁 | 🛂 | 🛃 | 🛄 | 🛅 | 🛆  | 🛇  | 🛈  | 🛉  | 🛊  | 🛋  | 🛌 | 🛍  | 🛎  | 🛏  |
| ------- | -- | -- | -- | -- | -- | -- | -- | -- | -- | -- | -- | -- | -- | -- | -- | -- |
| U+1F6D0 | 🛐 | 🛑 | 🛒 | 🛓  | 🛔  | 🛕 | 🛖 | 🛗 |    |    |    |    | 🛜 | 🛝 | 🛞 | 🛟 |
| U+1F6E0 | 🛠  | 🛡  | 🛢  | 🛣  | 🛤  | 🛥  | 🛦  | 🛧  | 🛨  | 🛩  | 🛪  | 🛫 | 🛬 |    |    |    |
| U+1F6F0 | 🛰  | 🛱  | 🛲  | 🛳  | 🛴 | 🛵 | 🛶 | 🛷 | 🛸 | 🛹 | 🛺 | 🛻 | 🛼 |    |    |    |